# Грануломатозни хеилитис
Грануломатозни хеилитис (ГХ) (лат. cheilitis granulomatosa) или грануломатоза усана реткa je инфламаторнa болест усана описан први пут средином 20. века . Клинички се карактерише безболним увећањем једне или обе усне, које је примарно присутно код младих особа. Иако у почетку отицање усана може бити у епизодама, дуготрајно посматрано, ово увећање усана је стално. Хистолошки се виђају грануломи без некрозе, као и едем, лимфангиектазије и периваскуларни лимфоцитарни инфилтрати. 
Ова врста хеилитиса може бити део Мелкерсон – Розенталовог синдрома, поред парализе фациjалног нерва и лат. lingue plicatаe. Како се  ретко сва три симптома јављају у исто време, често се дијагноза овог синдрома поставља после неколико година праћења пацијената. 

## Термнологија
Термин орофацијална грануломатоза је почео да се употребљава да би обухватио широки спектар грануломатозних и некротизирајућих инфламаторних процеса у оралном и фацијалном региону, укључујући ту и пацијенте са:
- грануломатозним хеилитисом,
- Мелкерсон-Розенталовим синдромом,
- саркоидозом,
- Кроновом болешћу,
- туберкулозом,
- неким другим инфективним болестима.

Овај термин тако обухвата разнолике болести, и дозвољава могућност приказа неколико разноврсних етиолошких механизама, сличне клиничке и патохистолошке презентације.

## Епидемиологија
Грануломатозни хеилитис је ретка болест недефинисане инциденције и преваленције. Једна студија је проценила да је инциденца 0,08% у општој популацији. Пријављени су и ретки породични случајеви.
Старост
ГХ се може  јавити у свим старосним групама, али се најчешће примећује код одраслих, а највећа инциденца је пријављена између 20 и 40 година старости. Ретко погађа децу. Међутим, у два недавно објављена чланка описано је 30 случајева код педијатријских пацијената.
Пол
Већина литературе сугерише једнаку полну дистрибуцију; међутим, неки аутори су известили да се ГХ чешће јавља код жена.

## Етиологија и патогенеза
Разлог настанка овог хеилитиса је непознат. Због чињенице да се некада јавља самостално, а некада у склопу Мелкерсон - Розенталовог синдрома, или као његова некомплетна варијанта, неки аутори сугеришу генетску предиспозицију  (аутозомно доминантно наслеђе са варијабилном експресијом. Постоји могућност да се ради о одвојеним болестима. Код неколико пацијената са орофацијалном грануломатозом, укључујући и пацијенте са грануломатозним хеилитисом у току епикутаног тестирања пронађена је преосетљивост на кобалт и адитиве из хране, мада те реакције нису клинички релевантне и не постоје сигурни докази да је појава овог хеилитиса везана за атопију или инфективне агенсе, мада је код неких пацијената дошло до побољшања симптома хеилитиса након елиминације дентогених фокуса. Грануломатозни хеилитис је такође приказиван као екстраинтестинална Кронова болест са оралним манифестацијама, мада још увек није најјасније да ли је то само коинциденца, или повезаност. Статистички посматрано, грануломатозни хеилитис је нађен код 0,5% пацијената који болују од Кронове болести, мада неки аутори тврде да су ови пацијенти предиспонирани за настанак Кронове болести.  Тако, пацијенте са грануломатозним хеилитисом и честим тегобама са гастроинтестналним трактом треба упутити гастроентерологу ради додатне дијагностике. 

### Хистопатологија
Биопсија отекле усне или фацијалног ткива током раних стадијума болести, обично само показује едем и периваскуларну агрегацију лимфоцита. У неким случајевима који дуже трају такође постоје само овакве промене, али у некима инфилтрат у субмукозном везивном ткиву постаје гушћи и формирају се фокални грануломи без некрозе, са ептелоидним и Лангхансовим ћелијама. Тешко их је разликовати од гранулома који се формирају код саркоидозе и Кронове болести. Сличне промене могу бити присутне и у субмандибуларним и цервикалним лимфним жлездама. Због искључивања специфичних инфекција, потребно је урадити брисеве на бактерије и гљивице. 

## Клиничка слика
Прва клиничка манифестација грануломатозног хеилитис  најчешће је  дифузни оток који захвата горњу, а ређе доњу усну. Прва епизода отока или едема обично се сасвим повлаче након неколико сати до неколико дана, па у почетку ангиоедем може представљати диференцијално дијагностичку потешкоћу. 
Како болест напредује, рекурентни безболни перзистентни отоци су све чешћи и све дуже трају, а увећање усана је тврђе. После неколико година, отицање се може мало смањити, а описани су и случајеви делимичне спонтане регресије.
Код пацијената са Мелкерсон–Розентал-овим синдромом у 75% случајева се јавља овај тип хеилитиса. У неким случајевима се поред промена на уснама могу јавити и интраоралне промене, на гингиви, палатиналној мукози, сублингвално, на језику, и чак на фаринксу и ларинксу. 

## Дијагноза
Мада се дијагноза грануломатозног хеилитиса може поставити на основу анамнезе и клиничког налаза, узимање биопсије је индиковано да би се искључиле неке 45 друге болести, као што су амилоидоза и неоплазије. Некада се може покушати и са цитолошким налазом, након аспирације танком иглом, али је хистолошки налаз поузданији и апсолутно се препоручује.

## Диференцијална дијагноза
Диференцијално дијагностички клиничким прегледом  је потребно искључити друге разлоге за отицање и увећање усана. 

## Терапија
Рационални третман грануломатозног хеилитиса је тежак због његове непознате етиологије. Евалуација терапије је отежана природом саме болести која се карактерише рекурентним током. Некада је од помоћи елиминација дентогених фокуса. Иницијална терапија антихистаминицима, олакшава сам почетак болети, већини пацијената. Треба размотрити могућности алергије на неке всте хране и избегавати их. Већина терапијских протокола укључује кортикостероидну терапију, било локалну, интралезиону или системску, као емпиријски приступ овој инфламаторној болести. Одговор на ову врсту терапије је генерално задовољавајући, али краткотрајан. 
За блаже форме довољна је локална апликација кортикостеродних масти, а уколико је тежа форма, добре резултате даје интралезиона апликација стероида у почетку у размацима од по две недеље, а касније једанпут месечно, све до постизања жељеног резултата. Некада се ова врста терапије може комбиновати са хируршком редукцијом усана. Ова интервенција се ради само у случајевима када се медикаментозном терапијом болест не може контролисати. Резултати само хируршког лечења нису задовољавајући.

## Прогноза
Због оскудности литературе, слабог разумевања патофизиологије и скромног одговора на терапију, укупна прогноза ГХ спектра или ОФГ није охрабрујућа. Моносимптоматски облик, може се решити у терапији наведеним третманима. Мелкерсон-Розенталовим синдромом (МРС) има најлошију прогнозу без објављених доказа о одговору неуролошких компликација МРС на лечење.

## Компликације
Иако је ГХ доброћудни ( бенигни) поремећај, како он може бити део МРС, појава парализе лица касније је јадна од могућности. Ако је ГХ код појединца повезан са Кроновом болешћу,  могу се појавити и компликације инфламаторне болести црева.